# Berend Boudewijn
Berend Boudewijn van der Woude (De Bilt, 23 juni 1936), beter bekend als Berend Boudewijn, is een Nederlandse acteur, theaterregisseur, televisieregisseur, theaterdirecteur, televisiepresentator en schrijver.

## Biografie
Hij is een zoon van romancier en journalist Johan van der Woude (1906-1979) en de violiste en vertaalster Elise Smulders (1899-1973), broer van meteoroloog Derk Michael van der Woude (1929-2003) en halfbroer van journalist Johan Frederik van der Woude (1944-1994).
Berend Boudewijn had een relatie met Hedy d'Ancona met wie hij een zoon heeft. Van 1992 tot haar dood in 2019 was hij gehuwd met Martine Bijl.

## Carrière

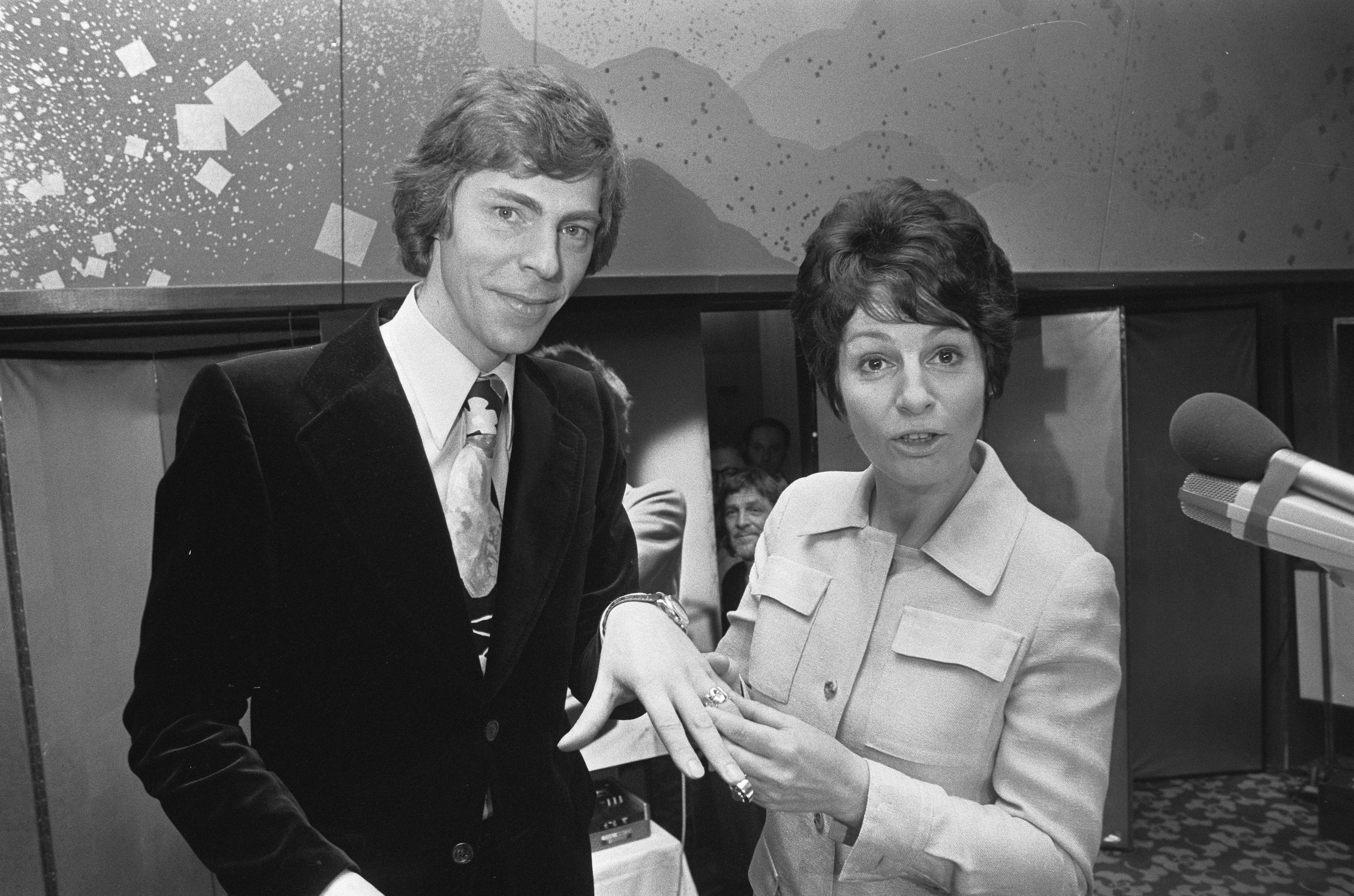
Mies Bouwman overhandigt Berend Boudewijn de Televizierring (1973)

In Nederland regisseerde hij vanaf 1960 zowel toneel als televisie. Daarnaast presenteerde hij vanaf 1961 tv- en radioprogramma’s.
Na gastregies (1961-1964) bij de Haagse gezelschappencombinatie toneelgroep Arena/de Nieuwe Komedie werd hij er directeur/regisseur, aanvankelijk samen met Erik Vos, later alleen (1964-1968).
Toneel regisseerde hij daarna als freelancer bij diverse toneelgezelschappen en impresariaten, al met al zo’n 60 producties.
Voor de televisie regisseerde hij honderden programma’s, met een voorkeur voor drama en cabaret. De Duitse inzending voor het Montreux-festival 1980 (Die Judy Winter-Show, WDR) werd door hem in Hamburg geregisseerd.
In 1973 won hij de Televizierring voor de presentatie van De Berend Boudewijn Kwis (De BB-Kwis), die in het laatste seizoen ('74/'75) gelijktijdig in Nederland en België werd uitgezonden.
Van 1978 tot 1986 was hij directeur van de Stadsschouwburg Amsterdam. Tijdens die periode was hij principaal bij de verbouwingen en wederopenstelling van de theaters De Engelenbak en Frascati in de Nes.

## Opleiding
- Toneelschool Amsterdam (1956-1957)
- Royal Academy of Dramatic Art, Londen (1957-1959)

## Regie

#### Toneel
Begin jaren '60 voerde hij her en der een dozijn studentenregies. Van 1961 tot 1968 regisseerde hij bij toneelgroep Arena/de Nieuwe Komedie in Den Haag.
Daarna als freelancer tientallen regies onder andere bij toneelgroep Theater, Het Rotterdams toneel, Toneelgroep Globe, en de impresariaten Lumen, de Crane, Sleeswijk, Joop v.d. Ende producties, Thierens, Hummelinck & Stuurman, Hekwerk, Harry Kies producties en Bunker Toneelzaken.
Hij regisseerde stukken van onder anderen Edward Albee, Andrej Amalrik, Aristophanes, Alan Ayckbourn, Marcel Aymé, Hugo Claus, Friedrich Dürrenmatt, Paul Haenen, David Hare, Youp van ’t Hek (Hexen), Tom Jones & Harvey Schmidt (The Fantasticks), Bob Larbey, Elaine May, Joe Orton, Harold Pinter, Annie M.G. Schmidt, Arthur Schnitzler, Neil Simon, Jan Staal en theatervoorstellingen van Martine Bijl, Jasperina de Jong, Erik van Muiswinkel en Diederik van Vleuten.

#### Televisie

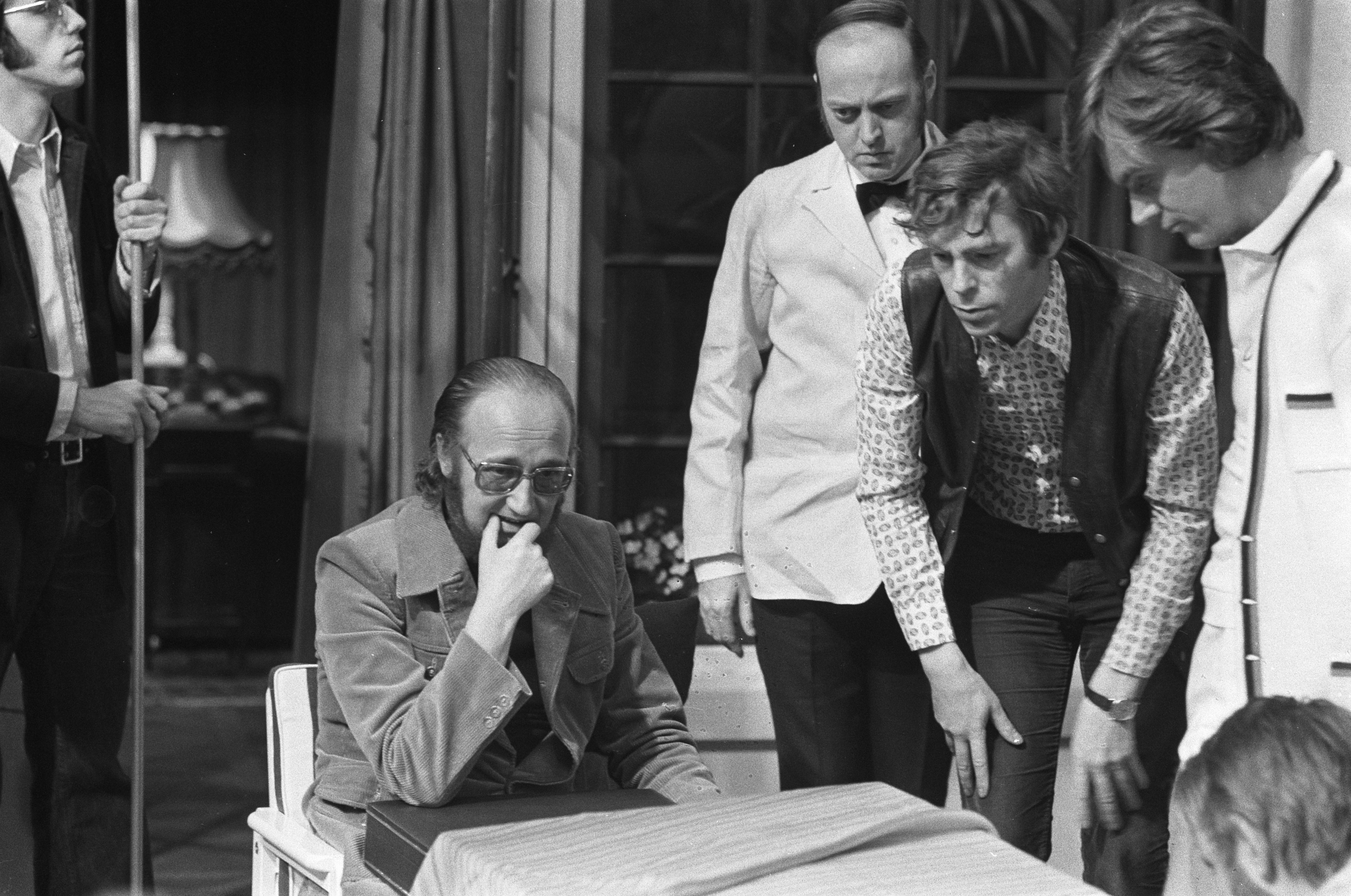
Berend Boudewijn regisseert Martha van Wim T. Schippers (1974)

Vanaf 1960 regisseerde hij eveneens voor de televisie.
Hij debuteerde bij de VARA met een live-uitzending van het stuk de Barpianist met Cor Lemaire in de hoofdrol.
Hij regisseerde een aantal afleveringen van Ja zuster, nee zuster (1966) en verder onder andere:
- De Jantjes en Op hoop van zegen (met het Amsterdams Volkstoneel),
- The Zoo Story van Edward Albee,
- de serie K-wartaal met Rinus Ferdinandusse,
- Mooi weer vandaag met Ko van Dijk en Paul Steenbergen,
- Martha, geschreven door Wim T. Schippers,
- De burgermansbruiloft van Bertolt Brecht,
- Een dure grap (samen met Jef Rademakers, NOS), 4 uitzendingen n.a.v. 25 jaar televisie in Nederland,[2]
- Een ballet in wording met Hans van Manen, Alexandra Radius en Han Ebbelaar (1977),
- Een vrouw met vele gezichten (de Duitse Montreux-inzending (1977) die hij in Hamburg regisseerde met onder anderen Judy Winter, Patrick Macnee en Jean-Pierre Cassel),
- de documentaire Sonneveld over Wim Sonneveld,
- het Shakespeare-drieluik (samen met Dirk Tanghe) Romeo en Julia, De getemde feeks en Hamlet (Wim Danckaert),
- de geruchtmakende – door hem ook vertaalde – zesdelige serie Met goed fatsoen[3] (hoofdrol Rijk de Gooyer), die de KRO besloot niet uit te zenden,
- de series Allemansrecht (NOS), De Ver van Mijn Bed Show (KRO),[4] Er is meer tussen hemel en aarde (KRO),[5] en het eerste seizoen van Zonder Ernst (NCRV),
- de 26-delige serie Diamant voor RTL (1993-1994) en een dozijn afleveringen van Baantjer (vanaf de start in oktober 1995).

Bij Nederland C was hij redacteur-regisseur (NOS 1986-1987) en bij IDTV eindredacteur voor diverse programma's.
Voorts regisseerde hij diverse theaterregistraties, onder andere programma's van Van Muiswinkel & Van Vleuten, Martine Bijl, Plien & Bianca, Marc-Marie Huijbregts en Wim Helsen.

## Presentatie

#### Televisie
- Berend Boudewijn presenteerde in juni 1964 voor de VARA samen met Herman Stok het optreden van The Beatles,
- Hij was de eerste presentator van de kennisquiz Per Seconde Wijzer (1967-1969).
- In 1971 verwierf hij bekendheid als presentator van De Berend Boudewijn Kwis (KRO 1971-1975), geproduceerd door Jos van der Valk. In het programma konden de deelnemers prijzen winnen, voornamelijk huishoudelijke apparatuur, die werden aangekondigd door voice-over Pierre van Ostade. Een steeds terugkerende prijs was de enige echte onverbeterlijke Berend Boudewijn kleurentelevisiestoel.
- In 1975/1976 maakte hij samen met Peter Flik voor de KRO het televisieprogramma In de Keuken van Berend waarin hij bekende personen sprak terwijl hij samen met hen kookte. Onder anderen Marty Feldman, Peter Sellers, Juliette Gréco, Gert Fröbe en Jan Wolkers waren te gast.[6]
- De serie Cinevisie over film (NOS 1976/1977)
- Met De Berend Boudewijn Show introduceerde hij begin jaren '80 het concept van teams van bekende Nederlanders die het tegen elkaar opnamen. De teams, bestaande uit Patricia Paay, Joan Haanappel, Jennifer Willems, Huib Koekoek, Barry Hughes en Jan Keizer, speelden om fondsen te werven voor goede doelen. Het programma werd tot 1982 uitgezonden.
- Glad IJs, een van de eerste Nederlandstalige televisieprogramma op basis van geïmproviseerd spel. Het is mede geïnspireerd op het eerdere Nederlandse Improvisaties dat Berend Boudewijn al in 1969 presenteerde, en succesvolle Britse format Whose Line Is It Anyway? van de BBC.

#### Radio
- Voor de radio was Berend Boudewijn enkele jaren medewerker aan Het Land der Muzen (AVRO),
- Twee seizoenen presentator van Het Zout in de Pap (VARA),
- Regelmatig presentator van Met het Oog op Morgen (NOS),
- Twee jaar redactielid van In de Rooie Haan (VARA)
- Samen met Hanneke Groenteman presenteerde hij drie jaar wekelijks Ophef en Vertier[7] (1990-1993 VARA).

## Acteur
Als acteur had Berend Boudewijn rollen in onder andere Brandende Liefde als Louis Laman, en in de jeugdserie Kunt u mij de weg naar Hamelen vertellen, mijnheer? als Weerwolf Wonderwijn.
Bij toneelgroep Studio speelde hij een gastrol in Oranje Hotel, geschreven door verzetsman Eduard Veterman.
In Hadimassa was hij in het seizoen 1970/1971 vaste medespeler.

## Auteur
Hij vertaalde diverse toneelstukken en schreef een wekelijkse column in Het Parool (1978-1982) alsmede losse artikelen voor verschillende bladen. Voor de serie Baantjer schreef hij negen oorspronkelijke afleveringen (1995-2000).

## Mantelzorger
Na de hersenbloeding van zijn echtgenote Martine Bijl heeft hij, tot haar dood de rol van mantelzorger op zich genomen, zoals duidelijk is uit het boek Rinkeldekink (2018).

### Bestseller 60
| Boeken met noteringen in de Nederlandse Bestseller 60 | Jaar van verschijnen | Datum van binnenkomst | Hoogste positie | Aantal weken | Opmerkingen |
| ----------------------------------------------------- | -------------------- | --------------------- | --------------- | ------------ | ----------- |
| Wie houdt je warm in de winter?                       | 2023                 | 25-10-2023            | 40              | 1            |             |